# شیردال

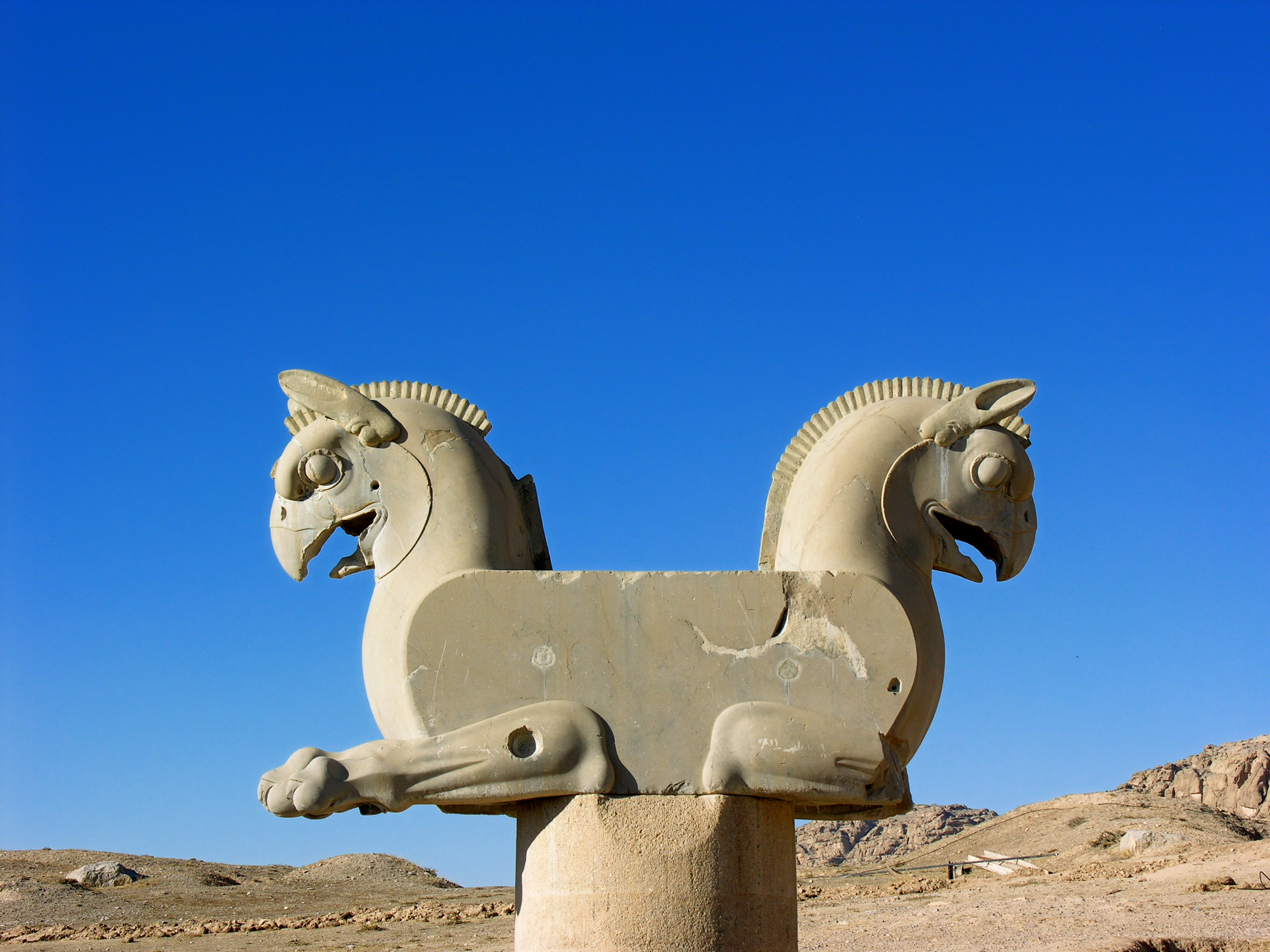
شیردال هخامنشی در تخت جمشید

شیردال (در پارسی میانه: بَشکوچ) موجودی افسانه‌ای با تن شیر و سر دال و گوش اسب است. تندیس‌های به شکل شیردال در معماری کاربرد بسیاری دارند. 
شیردال از انگاره‌های مهم اندیشه و هنر خاور باستان به‌شمار می‌آید. بر باورهای غلط به نظر می‌رسد آغازین نمونه‌های این انگاره را مصریان ساخته‌اند. در صورتی که این نماد آریایی است و در آیین‌های همچون میترائیسم آمده است ایلام و ایران باختری آن را بر دست‌سازهای هنری خویش نقش کرده‌اند. شهباز و شیر هرکدام دارای نیروی رازآمیز و فرمانروای قلمرو خویش بودند. هنگامی که درهم آمیخته می‌شدند برای نیایشگاه‌ها به نگاهبانی و محافظی شکست‌ناپذیر بدل می‌شدند که در هرکدام از فرهنگ‌های کهن نام و ویژگی گوناگونی داشت.
شیردال‌ها در معماری ایلامی کاربرد داشتند و نمونه برجسته‌ای از آن در شوش پیدا شده است. روی کفل این شیردال نوشته‌ای است به خط میخی ایلامی از اونتاش گال که آن جانور را به اینشوشیناک خدای خدایان ایلام(عیلام) هدیه کرده است. این شیردال که به‌دست بانو گیرشمن بازسازی شده است در ارگ‌شوش نگهداری می‌شود.
در بریک لگام مفرغی کشف شده در لرستان مردی در جدال با دو شیردال دیده می‌شود؛ در جام زرین شیردال و گاو بالدار کشف شده در مارلیک و جام زرین تپه حسنلو و جام سیمین املش نیز نگاره هایی از شیردال دیده می‌شود. 
مردم ایران باستان شیردال‌ها را نگهبان گنجینه‌های خدایان می‌پنداشتند.
پیشتر این تصور رایج وجود داشت که ایده شیردال بر پایه فسیل یک دایناسور شکل گرفته است. حدود ۳۰ سال یک پژوهشگر فرهنگ عامه به‌نام Adrienne Mayor گفت که احتمالا سکاها (قومی ایرانی‌تبار که در آسیای مرکزی زندگی می‌کردند) هنگام تلاش برای یافتن طلا با فسیل یک دایناسور گیاه‌خوار از تیره شاخ‌چهرگان مواجه شده‌اند. همین نیز سبب شده که داستان‌های مربوط به یک موجود عجیب با چهار پا و یک منقار که تخم می‌گذارد را بسازند.
داستان‌ها در مسیرهای تجاری دهان به دهان نقل شده‌اند تا اینکه در نهایت شیردال یا همان گریفین به هنر و ادبیات یونان باستان راه پیدا کند. هرچند دکتر مارک ویتون، استاد دیرینه‌شناسی دانشگاه پورتسموث این باور را قبول ندارد. وی تصور نمی‌کند که موجود افسانه‌‌ای شیردال به کشف یک فسیل دایناسور هیچ ارتباطی داشته باشد.
بررسی گریفین در آثار مختلف نشان می‌دهد که این موجود عجیب از نظر آناتومی اشتراک چندانی با دایناسورها ندارد. البته در متون یونان باستان از شیردال به‌عنوان موجود نگهبان گنج‌های طلا در آسیای مرکزی یاد می‌شود، ولی فسیل دایناسورهای تیره شاخ‌چهرگان هرگز نزدیک معادن طلای باستانی کشف نشده است

## نگارخانه

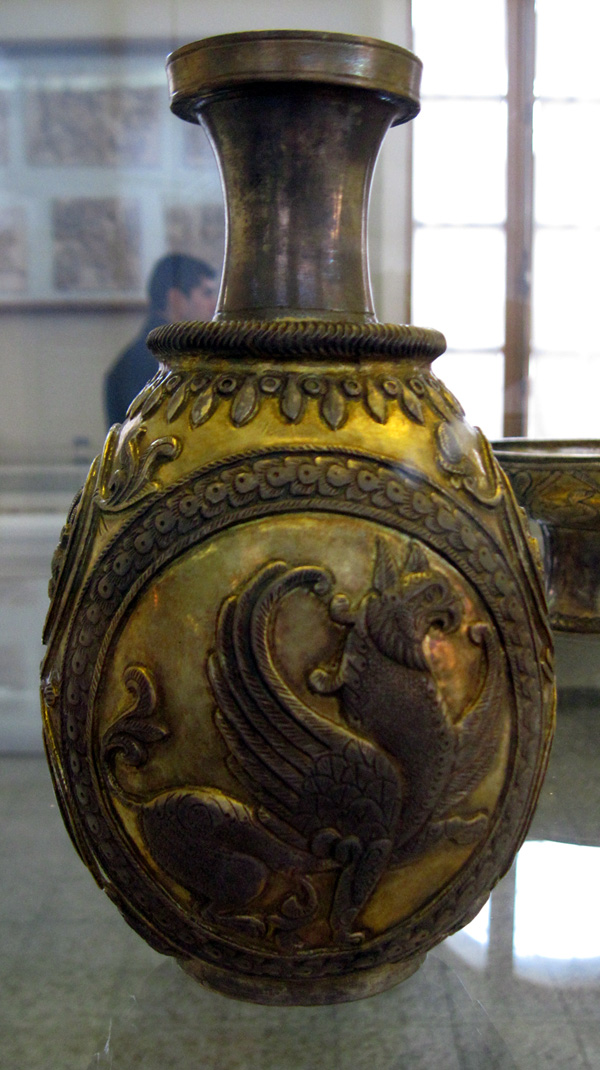
جام شیردال یا جام همای ساسانی
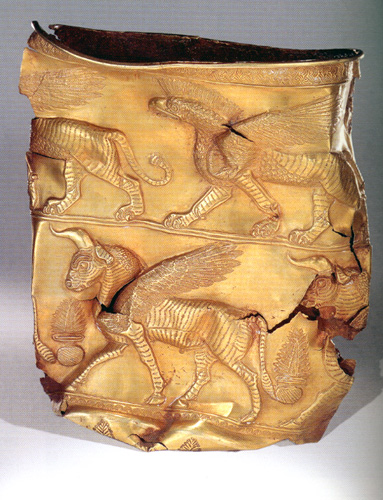
جام شیردال مارلیک
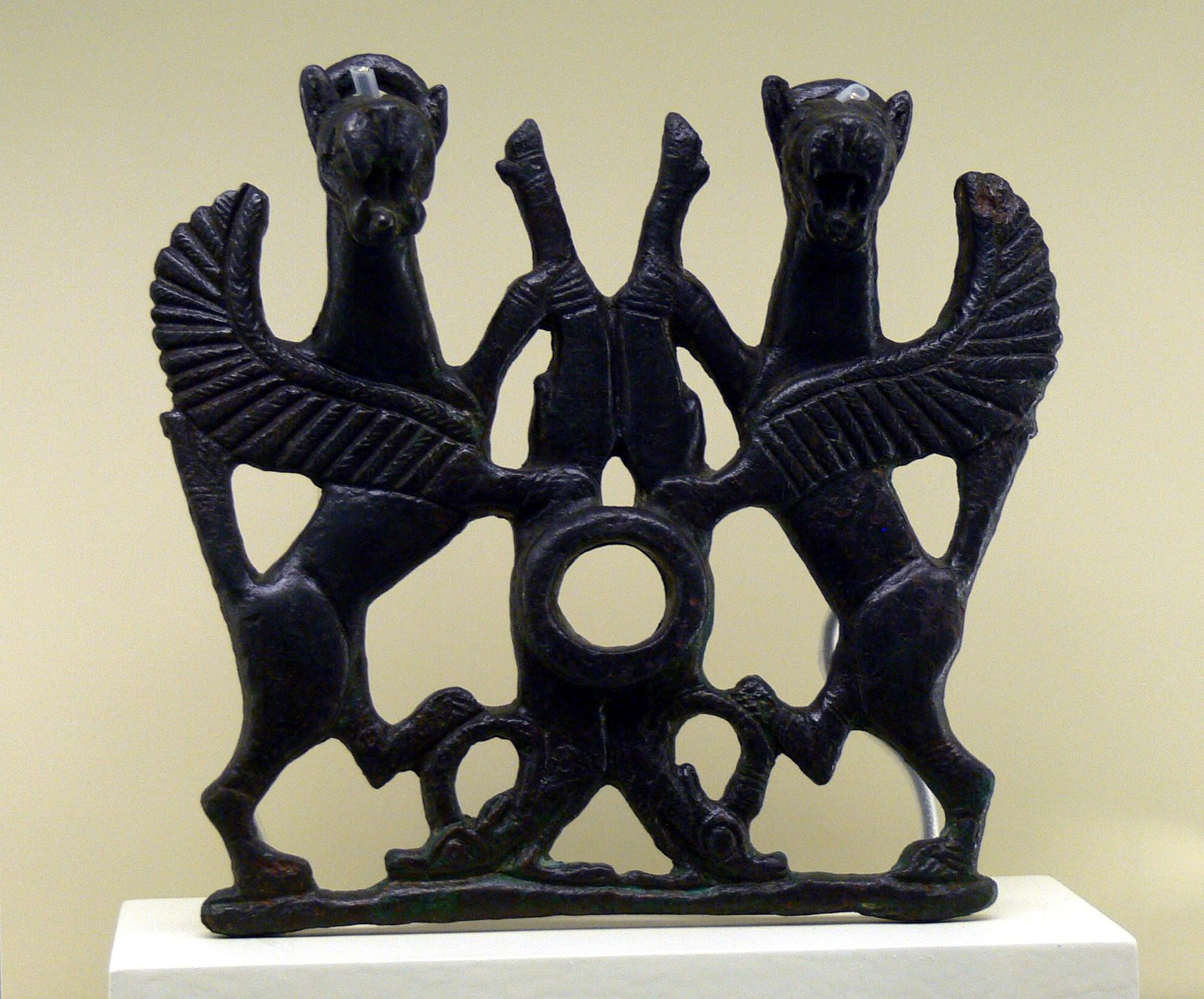
شیردال لرستان
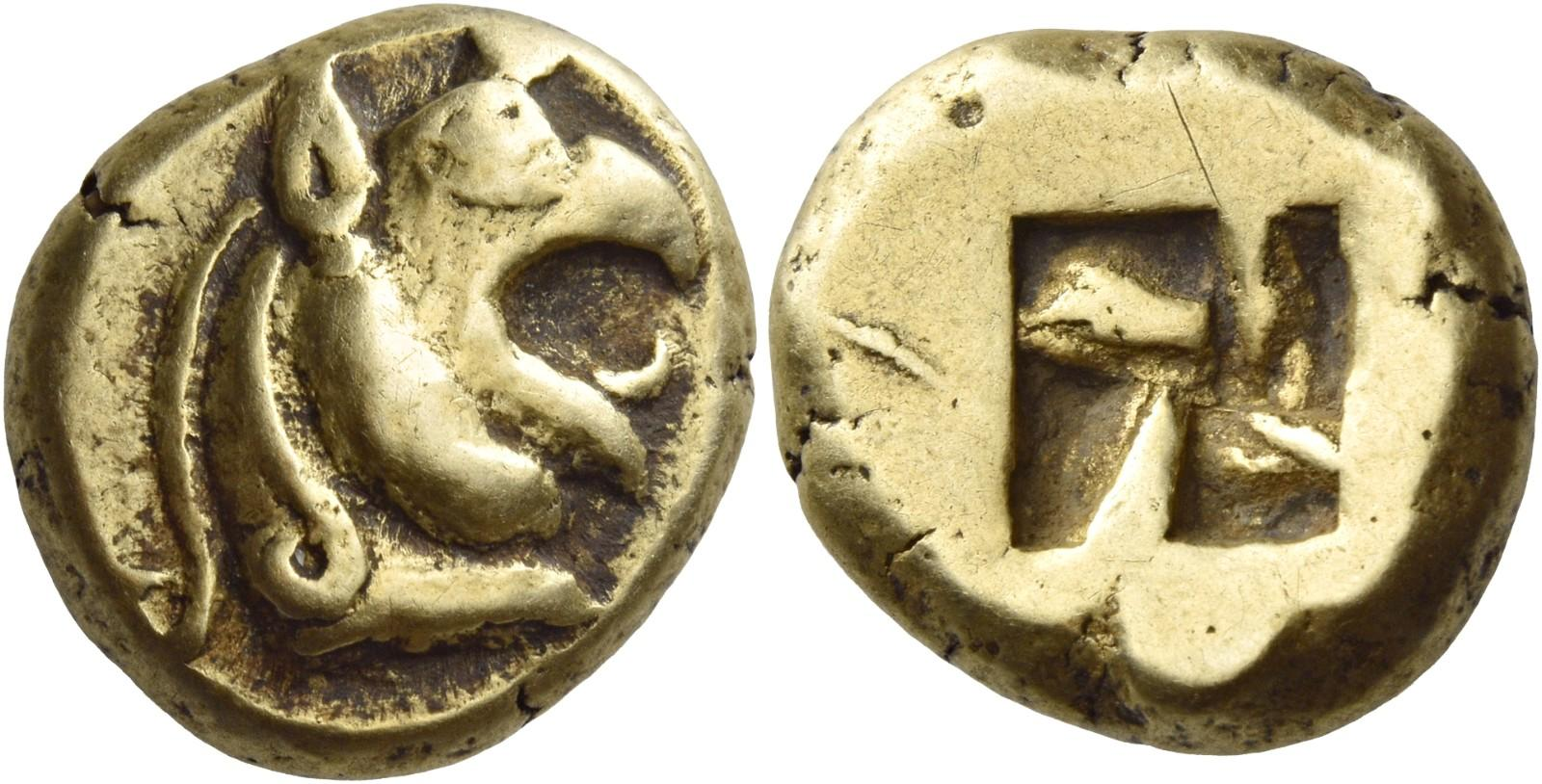
سکه استاتر منطقه فوکایا با نقش شیردال
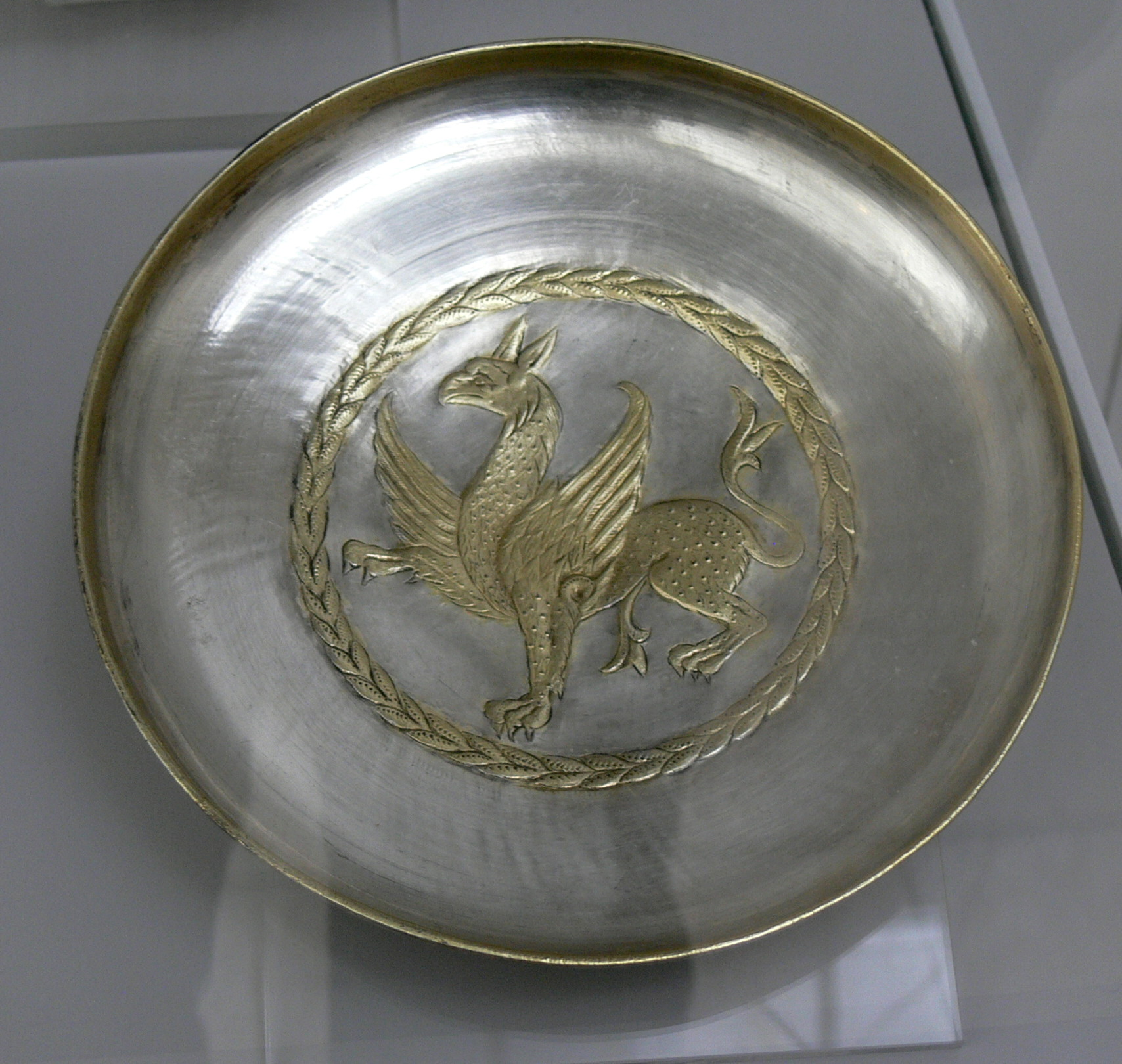
کاسه شیردال ساسانی